# RAMP3
RAMP3 (англ. Receptor activity modifying protein 3) – білок, який кодується однойменним геном, розташованим у людей на короткому плечі 7-ї хромосоми. Довжина поліпептидного ланцюга білка становить 148 амінокислот, а молекулярна маса — 16 518.
| 10         |  | 20         |  | 30         |  | 40         |  | 50         |
| ---------- |  | ---------- |  | ---------- |  | ---------- |  | ---------- |
| METGALRRPQ |  | LLPLLLLLCG |  | GCPRAGGCNE |  | TGMLERLPLC |  | GKAFADMMGK |
| VDVWKWCNLS |  | EFIVYYESFT |  | NCTEMEANVV |  | GCYWPNPLAQ |  | GFITGIHRQF |
| FSNCTVDRVH |  | LEDPPDEVLI |  | PLIVIPVVLT |  | VAMAGLVVWR |  | SKRTDTLL   |

A: Аланін

C: Цистеїн

D: Аспарагінова кислота

E: Глутамінова кислота

F: Фенілаланін

G: Гліцин

H: Гістидин

I: Ізолейцин

K: Лізин

L: Лейцин

M: Метіонін

N: Аспарагін

P: Пролін

Q: Глутамін

R: Аргінін

S: Серин

T: Треонін

V: Валін

W: Триптофан

Кодований геном білок за функцією належить до рецепторів. 
Задіяний у такому біологічному процесі, як транспорт. 
Локалізований у клітинній мембрані, мембрані.